# Kraftwerk Offingen
Das Kraftwerk Offingen ist ein Laufwasserkraftwerk der Obere Donau Kraftwerke AG an der Staustufe Offingen und wird von der Bayerische Elektrizitätswerke GmbH betrieben.
Das Kraftwerk ging 1963 in Betrieb und ist Teil der Donau-Staustufe Offingen bei Stromkilometer 2556,37. Das mit zwei Turbinensätzen ausgestattete Kraftwerk ist ausgelegt für eine Ausbauwassermenge von 210 m³/s. Zwei Kaplan-Turbinen treiben zwei Generatoren mit einer Nennleistung von je etwa 3,7 Megawatt mit einem entsprechenden Regelarbeitsvermögen des Kraftwerks von 42,6 Millionen kWh im Jahr. Das Wehr der Staustufe besteht aus drei Feldern und dem rechts angeordneten Krafthaus. Am linken Ufer befindet sich eine Bootsgasse.